# Prinzessin Lillifee (Zeichentrickserie)
Prinzessin Lillifee ist eine deutsche Zeichentrickfilmserie. Sie wurde von Gabriele Walther und Frank Piscator bei Caligari Film und Wunderwerk produziert. Regie führten Andrea Preda und Robert Schlunze, die Vorlage entstammt der Kinderbuchreihe Prinzessin Lillifee von Monika Finsterbusch.

## Handlung
Prinzessin Lillifee lebt mit ihren Freunden in ihrem Schloss im Feenreich Rosarien. Gemeinsam erleben sie Abenteuer, die sie mit Hilfe ihrer Freundschaft und Lillifees Zauberkräften bestehen können. Die Serie bedient sich der in den Büchern auftauchenden Figuren, hat aber eine eigenständige Handlung.

## Figuren
Die Hauptfigur Lillifee ist eine Feenprinzessin, die über das Feenreich Rosarien herrscht. Gemeinsam mit den Mäusezwillingen Cindy und Clara sowie dem Schwein Pupsi lebt sie auf ihrem Schloss. Weitere Freunde sind der im nahegelegenen See lebende Frosch Carlos, der Igel Iwan der Hase Henry, der Bär Bruno sowie der Marienkäfer Oscar. Darüber hinaus gibt es in manchen Folgen zusätzlich auftauchende Figuren, unter anderem die männlichen Feen Feuer oder Dussel, die Blütenfee Bella sowie der Zaubermeister Flavio.

## Episoden
| Folge | Titel                       | Sendedatum     |
| ----- | --------------------------- | -------------- |
| 1     | Wo ist Pupsi?               | 22. April 2012 |
| 2     | Das Seerosenfest            | 22. April 2012 |
| 3     | Das Drachenbaby             | 23. April 2012 |
| 4     | Der Traumdieb               | 23. April 2012 |
| 5     | Bruno der Tanzbär           | 24. April 2012 |
| 6     | Der doppelt gemoppelte Iwan | 24. April 2012 |
| 7     | Der kleine Ausreißer        | 25. April 2012 |
| 8     | Der Magische Baum           | 25. April 2012 |
| 9     | Die kleine Sternschnuppe    | 26. April 2012 |
| 10    | Die verwunschene Flöte      | 26. April 2012 |
| 11    | Die funkelnde Perle         | 27. April 2012 |
| 12    | Der geschrumpfte Henry      | 27. April 2012 |
| 13    | Feuerzauber!                | 28. April 2012 |
| 14    | Der Kleine Delfin           | 28. April 2012 |
| 15    | Der Regenbogen in der Dose  | 29. April 2012 |
| 16    | Die Kristallhöhle           | 29. April 2012 |
| 17    | Schrecklich schön!          | 30. April 2012 |
| 18    | Das geheimnisvolle Gemälde  | 30. April 2012 |
| 19    | Pupsi das Glücksschwein     | 1. Mai 2012    |
| 20    | Der Zauberspiegel           | 1. Mai 2012    |
| 21    | Die Gartenkönigin           | 2. Mai 2012    |
| 22    | Die Pusteblumeninsel        | 2. Mai 2012    |
| 23    | Die kleine Seejungfrau      | 3. Mai 2012    |
| 24    | Die Wahrsagerin             | 3. Mai 2012    |
| 25    | Zauber des Vergessens       | 4. Mai 2012    |
| 26    | Der verlorene Zauberstab    | 4. Mai 2012    |

## Hintergrund
Die Zeichentrickserie wurde nach dem großen Erfolg der Kinofilme Prinzessin Lillifee (2009) und Prinzessin Lillifee und das kleine Einhorn (2011) produziert und ab April 2012 im KiKa ausgestrahlt.